# Sogndal Fotball 2017
Questa voce raccoglie le informazioni riguardanti il Sogndal Fotball nelle competizioni ufficiali della stagione 2017.

## Stagione
A seguito dell'11º posto finale della precedente stagione, il Sogndal avrebbe affrontato il campionato di Eliteserien 2017, oltre al Norgesmesterskapet. Il 19 dicembre 2016 è stato compilato il calendario del nuovo campionato, che alla 1ª giornata avrebbe visto la squadra andare a far visita al Sarpsborg 08, nel weekend dell'1-3 aprile 2016.
Il 7 aprile è stato sorteggiato il primo turno del Norgesmesterskapet 2017: il Sogndal avrebbe fatto visita al Fjøra. Superato questo ostacolo, il Sogndal ha eliminato il Raufoss al turno successivo, prima di essere sconfitto dal Florø e salutare così la competizione.
Il Sogndal ha chiuso il campionato al 14º posto finale, dovendo perciò difendere il proprio posto in Eliteserien dall'assalto del Ranheim: al termine del doppio confronto, la squadra è stata sconfitta ai tiri di rigore ed è quindi retrocessa in 1. divisjon.

## Maglie e sponsor
Lo sponsor tecnico per la stagione 2017 è stato Umbro, mentre lo sponsor ufficiale è stato Sparebanken Vest. La divisa casalinga fu composta da una maglietta bianca con inserti neri, pantaloncini e calzettoni neri. Quella da trasferta era invece completamente nera, con inserti bianchi.
| Casa | Trasferta |

## Rosa
| N. |                        | Ruolo | Calciatore          |
| -- | ---------------------- | ----- | ------------------- |
| 1  | Norvegia (bandiera)    | P     | Mathias Dyngeland   |
| 2  | Estonia (bandiera)     | D     | Taijo Teniste       |
| 3  | Norvegia (bandiera)    | D     | Bjørn Inge Utvik    |
| 4  | Nigeria (bandiera)     | C     | Chidiebere Nwakali  |
| 5  | Norvegia (bandiera)    | D     | Victor Grodås       |
| 6  | Norvegia (bandiera)    | C     | Henrik Furebotn     |
| 7  | Norvegia (bandiera)    | C     | Eirik Schulze       |
| 8  | Norvegia (bandiera)    | A     | Fredrik Flo         |
| 10 | Ghana (bandiera)       | C     | Gilbert Koomson     |
| 11 | Norvegia (bandiera)    | A     | Martin Ramsland     |
| 13 | Norvegia (bandiera)    | P     | Tarjei Aase Omenås  |
| 14 | Norvegia (bandiera)    | D     | Ole Martin Rindarøy |
| 15 | Norvegia (bandiera)    | D     | Per-Magnus Steiring |
| 16 | Inghilterra (bandiera) | D     | Reiss Greenidge     |
| 16 | Etiopia (bandiera)     | D     | Walid Atta          |
| 17 | Francia (bandiera)     | D     | Christophe Psyché   |
| 18 | Norvegia (bandiera)    | A     | Bendik Bye          |
| 19 | Norvegia (bandiera)    | A     | Ole Amund Sveen     |
| 20 | Norvegia (bandiera)    | A     | Markus Brændsrød    |
| 21 | Norvegia (bandiera)    | P     | Kristian Rutlin     |

| N. |                       | Ruolo | Calciatore             |
| -- | --------------------- | ----- | ---------------------- |
| 22 | Norvegia (bandiera)   | C     | Lars Christian Kjemhus |
| 23 | Norvegia (bandiera)   | C     | Edin Øy                |
| 24 | Norvegia (bandiera)   | D     | Eirik Skaasheim        |
| 25 | Danimarca (bandiera)  | A     | Kasper Nissen          |
| 27 | Norvegia (bandiera)   | C     | Eirik Birkelund        |
| 28 | Norvegia (bandiera)   | C     | Johan Hove             |
| 29 | Norvegia (bandiera)   | C     | Tomas Totland          |
| 30 | Norvegia (bandiera)   | C     | Joachim Soltvedt       |
| 30 | Islanda (bandiera)    | D     | Kristinn Jónsson       |
| 31 | Norvegia (bandiera)   | D     | Ulrik Fredriksen       |
| 32 | Norvegia (bandiera)   | C     | Adrian Solberg         |
| 33 | Norvegia (bandiera)   | A     | Andreas Olsen          |
| 34 | Norvegia (bandiera)   | C     | Simen Brekkhus         |
| 35 | Norvegia (bandiera)   | D     | Eivind Helgesen        |
| 36 | Norvegia (bandiera)   | P     | Fartein Bøyum          |
| 37 | Norvegia (bandiera)   | D     | Espen Næss Lund        |
| 39 | Guinea (bandiera)     | C     | Didé Fofana            |
| 40 | Norvegia (bandiera)   | D     | Even Hovland           |
| 41 | Norvegia (bandiera)   | D     | Kjetil Wæhler          |
| 77 | Montenegro (bandiera) | A     | Staniša Mandić         |

## Calciomercato

### Sessione invernale(dal 01/01 al 31/03)
| Arrivi           | Arrivi              | Arrivi          | Arrivi        |
| R.               | Nome                | da              | Modalità      |
| ---------------- | ------------------- | --------------- | ------------- |
| P                | Tarjei Aase Omenås  | Strømmen        | definitivo    |
| D                | Walid Atta          | Najran          | prestito      |
| D                | Victor Grodås       | Kristiansund BK | fine prestito |
| D                | Kristinn Jónsson    | Sarpsborg 08    | definitivo    |
| D                | Per-Magnus Steiring | Rosenborg       | definitivo    |
| C                | Simen Brekkhus      | Sogndal         | fine prestito |
| C                | Chidiebere Nwakali  | Manchester City | prestito      |
| C                | Kristoffer Ryland   | Florø           | fine prestito |
| C                | Eirik Schulze       | Sandnes Ulf     | definitivo    |
| C                | Tomas Totland       | Fana            | definitivo    |
| A                | Bendik Bye          | Levanger        | definitivo    |
| A                | Fredrik Flo         | Fana            | fine prestito |
| A                | Kasper Nissen       | Nest-Sotra      | definitivo    |
| Altre operazioni |                     |                 |               |
| R.               | Nome                | da              | Modalità      |
| C                | Kristoffer Ryland   | Florø           | fine prestito |

| Partenze | Partenze               | Partenze        | Partenze   |
| R.       | Nome                   | a               | Modalità   |
| -------- | ---------------------- | --------------- | ---------- |
| P        | Stefan Hagerup         | Ullensaker/Kisa | definitivo |
| D        | Hannu Patronen         |                 | svincolato |
| D        | Magnus Pedersen        | Elverum         | prestito   |
| D        | Jukka Raitala          |                 | svincolato |
| C        | Rune Bolseth           |                 | ritiro     |
| C        | Ruben Holsæter         |                 | svincolato |
| C        | Vegard Leikvoll Moberg | Bodø/Glimt      | definitivo |
| C        | Edin Øy                | Fana            | prestito   |
| C        | Kristoffer Ryland      | Florø           | prestito   |
| C        | Tomas Totland          | Fana            | prestito   |
| A        | Kristian Opseth        | Bodø/Glimt      | prestito   |
| A        | Mahatma Otoo           |                 | svincolato |

### Tra le due sessioni
| Arrivi | Arrivi          | Arrivi | Arrivi     |
| R.     | Nome            | da     | Modalità   |
| ------ | --------------- | ------ | ---------- |
| D      | Espen Næss Lund |        | svincolato |
| D      | Kjetil Wæhler   |        | svincolato |

| Partenze | Partenze   | Partenze | Partenze      |
| R.       | Nome       | a        | Modalità      |
| -------- | ---------- | -------- | ------------- |
| D        | Walid Atta | Najran   | fine prestito |

### Sessione estiva(dal 20/07 al 16/08)
| Arrivi | Arrivi              | Arrivi    | Arrivi        |
| R.     | Nome                | da        | Modalità      |
| ------ | ------------------- | --------- | ------------- |
| D      | Reiss Greenidge     |           | svincolato    |
| D      | Ole Martin Rindarøy | Molde     | prestito      |
| C      | Didé Fofana         | Hafia     | definitivo    |
| C      | Edin Øy             | Fana      | fine prestito |
| C      | Joachim Soltvedt    | Åsane     | prestito      |
| C      | Tomas Totland       | Fana      | fine prestito |
| A      | Markus Brændsrød    | Strømmen  | definitivo    |
| A      | Staniša Mandić      | Čukarički | prestito      |

| Partenze | Partenze         | Partenze    | Partenze   |
| R.       | Nome             | a           | Modalità   |
| -------- | ---------------- | ----------- | ---------- |
| D        | Kristinn Jónsson | Breiðablik  | prestito   |
| C        | Simen Brekkhus   | Åsane       | prestito   |
| C        | Henrik Furebotn  | Fredrikstad | prestito   |
| A        | Kristian Opseth  | Bodø/Glimt  | definitivo |
| A        | Fredrik Flo      | Bryne       | prestito   |

### Dopo la sessione estiva
| Arrivi | Arrivi       | Arrivi | Arrivi     |
| R.     | Nome         | da     | Modalità   |
| ------ | ------------ | ------ | ---------- |
| D      | Even Hovland |        | svincolato |

| Partenze | Partenze | Partenze | Partenze |
| R.       | Nome     | a        | Modalità |
| -------- | -------- | -------- | -------- |

## Risultati

### Eliteserien

#### Girone di andata
| Arbitro: | Eskås (Oslo) |

|                                  |           |              |
| Rosted 30’, 65’ Zachariassen 55’ | Marcatori | 14’ Ramsland |

| Arbitro: | Saggi (Drammen) |

|                                             |           |            |
| Sayouba 19’ (aut.) Bye 46’, 55’ Koomson 75’ | Marcatori | 70’ Nimely |

| Arbitro: | Kjensli (Oslo) |

|                                  |           |  |
| Åsen 46’ Wangberg 53’ Norbye 90’ | Marcatori |  |

| Arbitro: | Hagenes (Flaktveit) |

|              |           |           |
| Ramsland 31’ | Marcatori | 14’ Jradi |

| Arbitro: | Moen (Haugesund) |

|                                           |           |  |
| Grindheim 41’ Tollås Nation 44’ Finne 88’ | Marcatori |  |

| Arbitro: | Hansen (Feda) |

|  |           |                   |
|  | Marcatori | 63’ Kind Mikalsen |

| Haugesund 7 maggio 2017, ore 18:00 7ª giornata | Haugesund         | 0 – 0 referto | Sogndal | Haugesund Stadion (4.627 spett.)\| Arbitro: \| Lundby (Bøverbru) \| |
| Arbitro:                                       | Lundby (Bøverbru) |               |         |                                                                     |

| Arbitro: | Steen (Bergen) |

|                                          |           |  |
| Koomson 1’, 38’, 69’ (rig.) Ramsland 86’ | Marcatori |  |

| Arbitro: | Kjensli (Oslo) |

|                 |           |                          |
| Sigurðarson 58’ | Marcatori | 48’ Ramsland 57’ Schulze |

| Arbitro: | Eskås (Oslo) |

|                          |           |                                       |
| Schulze 10’ Steiring 61’ | Marcatori | 62’ Barmen 82’ Orry Larsen 84’ Haugen |

| Arbitro: | Hafsås (Trondheim) |

|           |           |             |
| Mendy 36’ | Marcatori | 58’ Schulze |

| Arbitro: | Lundby (Bøverbru) |

|                                         |           |                               |
| Ramsland 16’ Koomson 45’ (rig.) Bye 90’ | Marcatori | 15’ (aut.) Wæhler 39’ Sødlund |

| Sogndal 18 giugno 2017, ore 18:00 13ª giornata | Sogndal             | 0 – 0 referto | Odd | Fosshaugane Campus (2.459 spett.)\| Arbitro: \| Hagenes (Flaktveit) \| |
| Arbitro:                                       | Hagenes (Flaktveit) |               |     |                                                                        |

| Arbitro: | Hansen (Feda) |

|                                    |           |  |
| Vilhjálmsson 61’ Jevtović 65’, 67’ | Marcatori |  |

| Arbitro: | Døvle (Larvik) |

|            |           |  |
| Nwakali 2’ | Marcatori |  |

#### Girone di ritorno
| Arbitro: | Hafsås (Trondheim) |

|               |           |              |
| Martinsen 66’ | Marcatori | 67’ Ramsland |

| Arbitro: | Saggi (Drammen) |

|  |           |                                           |
|  | Marcatori | 30’ Jevtović 55’ Midtsjø 77’ Vilhjálmsson |

| Arbitro: | Hansen (Feda) |

|                                 |           |             |
| Broberg 3’ Samuelsen 27’ (rig.) | Marcatori | 79’ Schulze |

| Arbitro: | Lundby (Bøverbru) |

|                        |           |               |
| Storbæk 45’ Mjelde 89’ | Marcatori | 48’ Greenidge |

| Arbitro: | Kjensli (Oslo) |

|                                |           |  |
| Koomson 15’ (rig.) Nwakali 76’ | Marcatori |  |

| Arbitro: | Hobber Nilsen (Oslo) |

|                    |           |             |
| Vega 9’ Barmen 50’ | Marcatori | 24’ Schulze |

| Arbitro: | Hagen (Grue) |

|  |           |             |
|  | Marcatori | 68’ Gytkjær |

| Arbitro: | Lundby (Bøverbru) |

|  |           |             |
|  | Marcatori | 34’ Schulze |

| Arbitro: | Hafsås (Trondheim) |

|                        |           |                            |
| Mandić 12’ Nwakali 23’ | Marcatori | 36’ Sigurðarson 45’ Strand |

| Arbitro: | Moen (Haugesund) |

|           |           |  |
| Kippe 89’ | Marcatori |  |

| Arbitro: | Kjensli (Oslo) |

|                                     |           |                                 |
| Wæhler 22’ Koomson 26’ Rindarøy 39’ | Marcatori | 5’ Diatta 54’, 88’ Lund Nielsen |

| Arbitro: | Hobber Nilsen (Oslo) |

|                                                  |           |         |
| Francisco Júnior 44’ Jradi 61’, 86’ Pedersen 64’ | Marcatori | 14’ Bye |

| Arbitro: | Hansen (Feda) |

|  |           |                                  |
|  | Marcatori | 38’ Lehne Olsen 66’ Ingebrigtsen |

| Arbitro: | Hagen (Grue) |

|                 |           |              |
| Brynhildsen 30’ | Marcatori | 56’ Soltvedt |

| Arbitro: | Saggi (Drammen) |

|                                                                |           |                                     |
| Rindarøy 5’ Birkelund 41’ Teniste 69’ Ramsland 72’ Nwakali 75’ | Marcatori | 24’ Kjelsrud Johansen 68’ Grindheim |

### Qualificazioni all'Eliteserien
| Arbitro: | Hagen (Grue) |

|              |           |  |
| Rindarøy 52’ | Marcatori |  |

| Arbitro: | Hansen (Feda) |

|                                             |                      |                                         |
| Karlsen 87’ (rig.)                          | Marcatori            |                                         |
| Reginiussen Kvande Barli Fonn Witry Karlsen | Tiri di rigore 5 – 4 | Teniste Soltvedt Mandić Schulze Hovland |

### Norgesmesterskapet
| Arbitro: | Hansen Grøtta (Oslo) |

|            |           |                                                                        |
| M. Flo 61’ | Marcatori | 7’ Nwakali 27’ Koomson 43’ F. Flo 69’ (rig.) Brekkhus 71’, 85’ Kjemhus |

| Arbitro: | Hansen (Oslo) |

|  |           |                       |
|  | Marcatori | 79’ Næss Lund 81’ Bye |

| Arbitro: | Tennøy (Bergen) |

|                            |           |                 |
| Muhammed 61’ Benmoussa 67’ | Marcatori | 59’ (aut.) Husa |

## Statistiche

### Statistiche di squadra
| Competizione          | Punti | In casa | In casa | In casa | In casa | In casa | In casa | In trasferta | In trasferta | In trasferta | In trasferta | In trasferta | In trasferta | Totale | Totale | Totale | Totale | Totale | Totale | DR  |
| Competizione          | Punti | G       | V       | N       | P       | Gf      | Gs      | G            | V            | N            | P            | Gf           | Gs           | G      | V      | N      | P      | Gf     | Gs     | DR  |
| --------------------- | ----- | ------- | ------- | ------- | ------- | ------- | ------- | ------------ | ------------ | ------------ | ------------ | ------------ | ------------ | ------ | ------ | ------ | ------ | ------ | ------ | --- |
| Eliteserien           | 32    | 15      | 6       | 4       | 5       | 27      | 21      | 15           | 2            | 4            | 9            | 11           | 27           | 30     | 8      | 8      | 14     | 38     | 48     | -10 |
| Norgesmesterskapet    | -     | 0       | 0       | 0       | 0       | 0       | 0       | 3            | 2            | 0            | 1            | 9            | 3            | 3      | 2      | 0      | 1      | 9      | 3      | +6  |
| Qual. all'Eliteserien | -     | 1       | 1       | 0       | 0       | 1       | 0       | 1            | 0            | 0            | 1            | 0            | 1            | 2      | 1      | 0      | 1      | 1      | 1      | 0   |
| Totale                | -     | 16      | 7       | 4       | 5       | 28      | 21      | 19           | 4            | 4            | 11           | 20           | 31           | 35     | 11     | 8      | 16     | 48     | 52     | -4  |

### Andamento in campionato
| Giornata  | 1  | 2 | 3  | 4  | 5  | 6  | 7  | 8  | 9  | 10 | 11 | 12 | 13 | 14 | 15 | 16 | 17 | 18 | 19 | 20 | 21 | 22 | 23 | 24 | 25 | 26 | 27 | 28 | 29 | 30 |
| --------- | -- | - | -- | -- | -- | -- | -- | -- | -- | -- | -- | -- | -- | -- | -- | -- | -- | -- | -- | -- | -- | -- | -- | -- | -- | -- | -- | -- | -- | -- |
| Luogo     | T  | C | T  | C  | T  | C  | T  | C  | T  | C  | T  | C  | C  | T  | C  | T  | C  | T  | T  | C  | T  | C  | T  | C  | T  | C  | T  | C  | T  | C  |
| Risultato | P  | V | P  | N  | P  | P  | N  | V  | V  | P  | N  | V  | N  | P  | V  | N  | P  | P  | P  | V  | P  | P  | V  | N  | P  | N  | P  | P  | N  | V  |
| Posizione | 14 | 6 | 10 | 11 | 13 | 16 | 15 | 13 | 11 | 11 | 12 | 9  | 12 | 12 | 11 | 11 | 12 | 13 | 13 | 13 | 13 | 14 | 13 | 13 | 13 | 13 | 14 | 15 | 15 | 14 |

Fonte:  Eliteserien 2017, su altomfotball.no, Altomfotball. URL consultato il 25 gennaio 2017 (archiviato dall'url originale il 2 febbraio 2017).
Legenda:

Luogo: C = Casa; T = Trasferta. Risultato: V = Vittoria; N = Pareggio; P = Sconfitta.

### Statistiche dei giocatori
| Giocatore      | Eliteserien | Eliteserien | Eliteserien | Eliteserien | Norgesmesterskapet | Norgesmesterskapet | Norgesmesterskapet | Norgesmesterskapet | Coppe europee | Coppe europee | Coppe europee | Coppe europee | Qual. all'Eliteserien | Qual. all'Eliteserien | Qual. all'Eliteserien | Qual. all'Eliteserien | Totale   | Totale | Totale      | Totale     |
| Giocatore      | Presenze    | Reti        | Ammonizioni | Espulsioni  | Presenze           | Reti               | Ammonizioni        | Espulsioni         | Presenze      | Reti          | Ammonizioni   | Espulsioni    | Presenze              | Reti                  | Ammonizioni           | Espulsioni            | Presenze | Reti   | Ammonizioni | Espulsioni |
| -------------- | ----------- | ----------- | ----------- | ----------- | ------------------ | ------------------ | ------------------ | ------------------ | ------------- | ------------- | ------------- | ------------- | --------------------- | --------------------- | --------------------- | --------------------- | -------- | ------ | ----------- | ---------- |
| T. Aase Omenås | 0           | -0          | 0           | 0           | 2                  | -1                 | 0                  | 0                  |               |               |               |               | 0                     | -0                    | 0                     | 0                     | 2        | -1     | 0           | 0          |
| W. Atta        | 0           | 0           | 0           | 0           | 1                  | 0                  | 0                  | 0                  |               |               |               |               | -                     | -                     | -                     | -                     | 1        | 0      | 0           | 0          |
| E. Birkelund   | 28          | 1           | 6           | 0           | 3                  | 0                  | 0                  | 0                  |               |               |               |               | 1                     | 0                     | 0                     | 0                     | 32       | 1      | 6           | 0          |
| F. Bøyum       | 0           | -0          | 0           | 0           | 0                  | -0                 | 0                  | 0                  |               |               |               |               | 0                     | -0                    | 0                     | 0                     | 0        | 0      | 0           | 0          |
| M. Brændsrød   | 5           | 0           | 0           | 0           | -                  | -                  | -                  | -                  |               |               |               |               | 0                     | 0                     | 0                     | 0                     | 5        | 0      | 0           | 0          |
| S. Brekkhus    | 5           | 0           | 0           | 0           | 2                  | 1                  | 0                  | 0                  |               |               |               |               | -                     | -                     | -                     | -                     | 7        | 1      | 0           | 0          |
| B. Bye         | 24          | 4           | 1           | 0           | 3                  | 1                  | 0                  | 0                  |               |               |               |               | 1                     | 0                     | 0                     | 0                     | 28       | 5      | 1           | 0          |
| M. Dyngeland   | 30          | -48         | 2           | 0           | 1                  | -2                 | 0                  | 0                  |               |               |               |               | 2                     | -1                    | 0                     | 0                     | 33       | -51    | 2           | 0          |
| F. Flo         | 2           | 0           | 0           | 0           | 1                  | 1                  | 0                  | 0                  |               |               |               |               | -                     | -                     | -                     | -                     | 3        | 1      | 0           | 0          |
| D. Fofana      | 1           | 0           | 0           | 0           | -                  | -                  | -                  | -                  |               |               |               |               | 0                     | 0                     | 0                     | 0                     | 1        | 0      | 0           | 0          |
| U. Fredriksen  | 16          | 0           | 1           | 1           | 3                  | 0                  | 1                  | 0                  |               |               |               |               | 0                     | 0                     | 0                     | 0                     | 19       | 0      | 2           | 1          |
| H. Furebotn    | 12          | 0           | 0           | 0           | 1                  | 0                  | 0                  | 0                  |               |               |               |               | -                     | -                     | -                     | -                     | 13       | 0      | 0           | 0          |
| R. Greenidge   | 11          | 1           | 2           | 0           | -                  | -                  | -                  | -                  |               |               |               |               | 2                     | 0                     | 0                     | 0                     | 13       | 1      | 2           | 0          |
| V. Grodås      | 13          | 0           | 3           | 0           | 1                  | 0                  | 0                  | 0                  |               |               |               |               | 0                     | 0                     | 0                     | 0                     | 14       | 0      | 3           | 0          |
| E. Helgesen    | 1           | 0           | 0           | 0           | 0                  | 0                  | 0                  | 0                  |               |               |               |               | 0                     | 0                     | 0                     | 0                     | 1        | 0      | 0           | 0          |
| J. Hove        | 11          | 0           | 3           | 0           | 2                  | 0                  | 0                  | 0                  |               |               |               |               | 1                     | 0                     | 0                     | 0                     | 14       | 0      | 3           | 0          |
| E. Hovland     | 9           | 0           | 2           | 0           | -                  | -                  | -                  | -                  |               |               |               |               | 2                     | 0                     | 0                     | 0                     | 11       | 0      | 2           | 0          |
| K. Jónsson     | 1           | 0           | 1           | 0           | 2                  | 0                  | 0                  | 0                  |               |               |               |               | -                     | -                     | -                     | -                     | 3        | 0      | 1           | 0          |
| L. Kjemhus     | 13          | 0           | 1           | 0           | 2                  | 2                  | 0                  | 0                  |               |               |               |               | 0                     | 0                     | 0                     | 0                     | 15       | 2      | 1           | 0          |
| G. Koomson     | 28          | 7           | 1           | 0           | 3                  | 1                  | 0                  | 0                  |               |               |               |               | 2                     | 0                     | 0                     | 0                     | 33       | 8      | 1           | 0          |
| S. Mandić      | 8           | 1           | 1           | 0           | -                  | -                  | -                  | -                  |               |               |               |               | 2                     | 0                     | 0                     | 0                     | 10       | 1      | 1           | 0          |
| K. Nissen      | 0           | 0           | 0           | 0           | 0                  | 0                  | 0                  | 0                  |               |               |               |               | 0                     | 0                     | 0                     | 0                     | 0        | 0      | 0           | 0          |
| E. Næss Lund   | 10          | 0           | 0           | 0           | 2                  | 1                  | 0                  | 0                  |               |               |               |               | 0                     | 0                     | 0                     | 0                     | 12       | 1      | 0           | 0          |
| C. Nwakali     | 26          | 4           | 2           | 1           | 2                  | 1                  | 1                  | 0                  |               |               |               |               | 1                     | 0                     | 1                     | 0                     | 29       | 5      | 4           | 1          |
| A. Olsen       | 0           | 0           | 0           | 0           | 0                  | 0                  | 0                  | 0                  |               |               |               |               | 0                     | 0                     | 0                     | 0                     | 0        | 0      | 0           | 0          |
| E. Øy          | 0           | 0           | 0           | 0           | -                  | -                  | -                  | -                  |               |               |               |               | 0                     | 0                     | 0                     | 0                     | 0        | 0      | 0           | 0          |
| C. Psyché      | 6           | 0           | 0           | 0           | 0                  | 0                  | 0                  | 0                  |               |               |               |               | 0                     | 0                     | 0                     | 0                     | 6        | 0      | 0           | 0          |
| M. Ramsland    | 27          | 7           | 6           | 0           | 1                  | 0                  | 0                  | 0                  |               |               |               |               | 2                     | 0                     | 1                     | 0                     | 30       | 7      | 7           | 0          |
| O. Rindarøy    | 6           | 2           | 0           | 0           | -                  | -                  | -                  | -                  |               |               |               |               | 2                     | 1                     | 0                     | 0                     | 8        | 3      | 0           | 0          |
| K. Rutlin      | 0           | -0          | 0           | 0           | 0                  | -0                 | 0                  | 0                  |               |               |               |               | 0                     | -0                    | 0                     | 0                     | 0        | 0      | 0           | 0          |
| E. Schulze     | 25          | 6           | 3           | 0           | 1                  | 0                  | 0                  | 0                  |               |               |               |               | 2                     | 0                     | 0                     | 0                     | 28       | 6      | 3           | 0          |
| E. Skaasheim   | 13          | 0           | 1           | 0           | 2                  | 0                  | 0                  | 0                  |               |               |               |               | -                     | -                     | -                     | -                     | 15       | 0      | 1           | 0          |
| A. Solberg     | 0           | 0           | 0           | 0           | -                  | -                  | -                  | -                  |               |               |               |               | 0                     | 0                     | 0                     | 0                     | 0        | 0      | 0           | 0          |
| J. Soltvedt    | 5           | 1           | 0           | 0           | -                  | -                  | -                  | -                  |               |               |               |               | 1                     | 0                     | 0                     | 0                     | 6        | 1      | 0           | 0          |
| P. Steiring    | 20          | 1           | 3           | 0           | 2                  | 0                  | 0                  | 0                  |               |               |               |               | 2                     | 0                     | 0                     | 0                     | 24       | 1      | 3           | 0          |
| O. Sveen       | 2           | 0           | 0           | 0           | 0                  | 0                  | 0                  | 0                  |               |               |               |               | 0                     | 0                     | 0                     | 0                     | 2        | 0      | 0           | 0          |
| T. Teniste     | 26          | 1           | 1           | 0           | 2                  | 0                  | 0                  | 0                  |               |               |               |               | 2                     | 0                     | 1                     | 0                     | 30       | 1      | 2           | 0          |
| T. Totland     | 0           | 0           | 0           | 0           | -                  | -                  | -                  | -                  |               |               |               |               | 0                     | 0                     | 0                     | 0                     | 0        | 0      | 0           | 0          |
| B. Utvik       | 14          | 0           | 1           | 0           | 1                  | 0                  | 0                  | 0                  |               |               |               |               | 1                     | 0                     | 0                     | 0                     | 16       | 0      | 1           | 0          |
| K. Wæhler      | 17          | 1           | 4           | 0           | 0                  | 0                  | 0                  | 0                  |               |               |               |               | 2                     | 0                     | 0                     | 0                     | 19       | 1      | 4           | 0          |